# Calliandra fasciculata
Calliandra fasciculata là một loài thực vật có hoa trong họ Đậu. Loài này được Benth. miêu tả khoa học đầu tiên.